# Elecciones legislativas de Bulgaria de 2023
El 2 de abril de 2023 se celebraron elecciones parlamentarias en Bulgaria para elegir a los miembros de la Asamblea Nacional. Inicialmente programado para celebrarse antes de noviembre de 2026, Rumen Radev, el presidente de Bulgaria, anunció en enero de 2023 que convocaría elecciones anticipadas ya que no se pudo formar un nuevo gobierno.

## Fondo
Las anteriores elecciones se adelantaron debido a la caída del gobierno de Petkov el 22 de junio de 2022. La formación de este último en diciembre de 2021 había puesto fin a varios meses de bloqueo político, habiéndose enfrentado el país durante todo el año 2021 a las consecuencias políticas de las manifestaciones anticorrupción a gran escala contra el gobierno de Boiko Borisov. Estos eventos polarizaron fuertemente la escena política búlgara, ninguna de las diferentes formaciones, en su mayor parte dividida entre aliados y opositores de Borisov, inicialmente no lograron ponerse de acuerdo para formar una coalición. Las elecciones de abril y julio de 2021 estuvieron marcadas por la entrada en la Asamblea de nuevas formaciones anti-Borissov, entre ellas Existe Tal Pueblo (ITN), pero ambas llevaron al fracaso de la formación de gobierno. Aparte del Movimiento por los Derechos y las Libertades (DPS) de la minoría turca y el partido nacionalista Renacimiento (VAZ), que entró en la Asamblea, todos los demás partidos sufrieron reveses, en particular Bulgaria Democrática (DB) y el Partido Socialista Búlgaro (BSPzB) también como Ciudadanos por el Desarrollo Europeo de Bulgaria (GERB), de Boiko Borissov.
Las elecciones de noviembre supusieron el hundimiento de ITN, responsable del fracaso de las negociaciones de julio, y el surgimiento de Continuamos el Cambio (PP), una nueva formación codirigida por Kiril Petkov y Asen Vasilev que encabezó la papeleta. Esta redistribución de fuerzas finalmente resultó en la formación en menos de un mes del gobierno de Petkov, un gobierno de coalición compuesto por Continuamos el Cambio (PP), el Partido Socialista Búlgaro (BSPzB), Existe Tal Pueblo (ITN) y Bulgaria Democrática (DB). Después de convertirse en primer ministro, Kiril Petkov se beneficia en particular del apoyo del Presidente de la República, Rumen Radev, reelegido en gran parte en la segunda vuelta de las elecciones presidenciales de 2021.

### Caída del gobierno de Petkov en 2022
La coalición de gobierno finalmente demuestro ser de corta duración. Tras una reunión entre Kiril Petkov y el líder de ITN, Slavi Trifonov, sobre cuestiones presupuestarias, este último cuestiona al primer ministro sobre la distribución de fondos del presupuesto estatal, así como sobre el anuncio del levantamiento del veto búlgaro a la adhesión de Macedonia del Norte a la Unión Europea. El 8 de junio, Trifonov anunció en consecuencia la salida de ITN del gobierno, acusando al primer ministro de faltar a su palabra. Por su parte, Kiril Petkov asegura que está dispuesto a encabezar un gobierno minoritario y critica a ITN por haber buscado obtener cerca de dos millones de euros adicionales para el Ministerio de Desarrollo Regional, suma que, según Petkov, se habría pagado a empresas acusadas por corrupción.
La salida de ITN de la oposición llevó al gobierno a perder la mayoría en la Asamblea. A propuesta del partido GERB, se sometió a votación una moción de censura el 22 de junio, aprobada el mismo día por 123 votos a favor y 116 en contra. Derrocado así, Kiril Petkov puede volver a proponer un equipo de gobierno; en caso de fracaso, se pueden nombrar otros dos representantes, luego de lo cual el presidente de la República se verá obligado a disolver la Asamblea Nacional.
La censura del Gobierno llega a pocos días de que el Consejo Europeo el 24 de junio preparaba una cumbre con los países balcánicos en el contexto de la adhesión de Ucrania y Moldavia al estatus de candidatos a la Unión Europea el 23 de junio. Acelerada por la invasión de Ucrania por parte de Rusia, estas adhesiones están provocando tensión en los países candidatos de los Balcanes, cuyos trámites son muy lentos en comparación desde hace varios años. El levantamiento del veto búlgaro a la candidatura de Macedonia del Norte, que debía formalizarse allí sujeto al voto favorable del Parlamento, se encuentra bloqueado por la crisis provocada por ITN, acusada así de haber maniobrado con los nacionalistas y pro-Partidos rusos para descarrilar la cumbre. Si la política macedonia de Petkov finalmente recibe el apoyo inesperado del GERB en la firma de un acuerdo de compromiso votado por la asamblea, que conduce al levantamiento del veto búlgaro, el primer ministro toma nota de la pérdida de su mayoría en la reunión y presenta su dimisión a finales de junio de 2022. Tras una serie de negociaciones infructuosas, el presidente Radev acabó convocando nuevas elecciones y el 2 de agosto nombró un gobierno apolítico encabezado por el exministro de Trabajo, Galab Donev.

### Elecciones legislativas de 2022
Marcadas por una baja participación, las elecciones de octubre de 2022 vieron al GERB salir adelante del PP, mientras que ITN colapsó y perdió toda representación en la Asamblea Nacional. El partido Renacimiento (VAZ) de extrema derecha y el nuevo partido Ascenso Búlgaro (BV), del exministro de Defensa y exPrimer Ministro Stefan Yanev lograron importantes  avances. Si bien que GERB haya quedado primero permite que Boiko Borissov se vea encomendado primero a la tarea de formar un gobierno de coalición, la Asamblea se muestra nuevamente fragmentada y polarizada.
La encuesta da como resultado un aumento de las fuerzas rusófilas en el contexto de la invasión rusa de Ucrania. Históricamente cercana a Rusia, muy dependiente de sus suministros de gas —hasta el punto de obtener una derogación de un año y medio de su embargo por parte de la Unión Europea— Bulgaria ve parte de su electorado apoyar una actitud ambigua respecto a Rusia. Se consumó así la ruptura entre el presidente rusófilo Rumen Radev y el ex primer ministro prooccidental Kiril Petkov, los dos hombres que alguna vez fueron aliados en el tema de la lucha contra la corrupción al no haber podido dejar de lado sus diferencias geopolíticas. La votación está dominada por la división entre Rusia y Occidente. Continuamos el Cambio (PP) y Bulgaria Democrática (DB) apoyando firmemente las posiciones prooccidentales y pro-ucranianas mientras que el BSP, Renacimiento (VAZ) y Ascenso Búlgaro (BV) se vuelven más bien del lado ruso. El GERB y el DPS son teóricamente prooccidentales pero han sido acusados de simpatías prorrusas. Sin embargo, es la cuestión de los precios al alza, en particular de la energía y los alimentos, a medida que se acerca el invierno lo que preocupa a los votantes más que las cuestiones geoestratégicas.
Aunque salió victorioso en una nueva asamblea en la que los componentes del anterior gobierno de Petkov se encontraban en minoría, el GERB no logró formar una coalición. No se puede esperar un acuerdo con Continuamos el Cambio (PP), Bulgaria Democrática o el BSP para Bulgaria, estos tres partidos han construido en parte las cuatro campañas electorales de los últimos dos años sobre su oposición a Borisov. Los dos primeros declararon durante la campaña que no podían trabajar con el GERB ni con el DPS por las acusaciones de corrupción en su contra. Si una coalición es matemáticamente posible a través de una alianza del GERB con el Movimiento por los Derechos y las Libertades (DPS) y Renacimiento (VAZ), esto es imposible en la práctica, siendo las diferencias demasiado fuertes entre el primero, representante de la minoría turca y el segundo, ultra - nacionalista cercano al Kremlin. Borisov intenta facilitar las negociaciones declarando de antemano no buscar el cargo de primer ministro o de ministro, sin éxito.
Los oponentes de Ciudadanos por el Desarrollo Europeo de Bulgaria (GERB) no tenían el número de escaños necesarios para formar una mayoría, las negociaciones rápidamente parecieron no tener resultados. Sin embargo, el presidente Radev está retrasando el nombramiento de un formador para que las próximas elecciones tengan lugar en 2023 tras el periodo invernal. Las negociaciones, que se prolongaron así hasta enero de 2023, terminaron como se esperaba al fracasar, allanando el camino para la celebración de nuevas elecciones. El 24 de enero, el presidente anunció la convocatoria el 3 de febrero de elecciones anticipadas para el 2 de abril y la continuidad del primer ministro Donev.
El parlamento después de las elecciones parlamentarias de 2022, que permaneció fragmentado, resultó en una cuarta elección anticipada sin precedentes ya que las formaciones de coalición habían fracasado. Ascenso Búlgaro y Renacimiento, que tienen 39 escaños combinados, se consideran euroescépticos y simpatizantes de Rusia, manera similar al Partido Socialista Búlgaro (BSP) con 25 escaños. El GERB y el Movimiento por los Derechos y las Libertades no tienen mayoría, con sólo 103 de los 121 escaños necesarios. Aunque generalmente son europeístas, los partidos restantes y las alianzas con escaños se han opuesto al gobierno anterior de Boyko Borisov y, según los informes, han rechazado cualquier posibilidad de coalición con el GERB debido a desacuerdos sobre la corrupción.
El 18 de octubre, Borisov anunció que sus intentos de negociar un gobierno de coalición antes de la primera sesión de la nueva Asamblea no tuvieron éxito. Al día siguiente, la Asamblea no pudo elegir un presidente durante su primera reunión, la primera vez que esto ocurría. Después de múltiples intentos fallidos, la Asamblea eligió a su miembro más antiguo, el parlamentario del GERB Vezhdi Rashidov, como orador el 21 de octubre, después de que Korneliya Ninova, líder del BSP, lo nominara como candidato de consenso.
El estancamiento para formar un nuevo gobierno persistió durante octubre y noviembre de 2022 y antes de que se otorgara un primer o segundo mandato, el presidente Rumen Radev declaró que retrasaría la entrega del tercer mandato para la formación de gobierno hasta después del Año Nuevo para retrasar las elecciones hasta marzo de 2023 y evita el invierno más difícil. El 2 de diciembre, Radev declaró que entregaría el mandato del gobierno al ganador de las elecciones, GERB, el lunes siguiente. El 5 de diciembre, Radev otorgó el primer mandato al candidato del GERB, Nikolay Gabrovski. Una semana después, el 12 de diciembre, Gabrovski propuso un nuevo gobierno. Su cargo de primer ministro fue rechazado por el Parlamento (113 "a favor", 125 "en contra", 2 ausentes) dos días después, el 14 de diciembre, y solo los diputados del DPS y BV votaron a favor junto con GERB. Radev luego le dio el mandato a Ninova, aunque ella rechazó formar gobierno en un parlamento estancado. Los observadores ya apuntaron a una nueva elección anticipada que se llevará a cabo en 2023, ya que no se podría formar un nuevo gobierno.

## Sistema electoral
La Asamblea Nacional (en búlgaro: Народното събрание) se compone de 240 escaños ocupados durante cuatro años por representación proporcional según el método del método del mayor resto utilizando una cuota Hare. en 31 distritos electorales de cuatro a diecinueve escaños. Las listas son abiertas, con la posibilidad de que los electores emitan su voto preferencial por un candidato de la lista elegida para elevar su lugar en la misma. Luego del escrutinio de los votos, se realiza la distribución entre las listas de candidatos que hayan alcanzado el umbral electoral del 4% de los votos emitidos a nivel nacional.
El sistema búlgaro prevé un máximo de tres intentos de formar gobierno tras las elecciones. El presidente encomienda así esta responsabilidad primero al partido que llega primero, luego al segundo y finalmente a un partido de su elección. Si ninguno logra formar un gobierno capaz de recibir el voto de confianza de la Asamblea, el presidente nombra un gobierno interino y convoca nuevas elecciones anticipadas dentro de dos meses. Este procedimiento también se utiliza en caso de caída del gobierno durante la legislatura, teniendo el primer ministro saliente el primer intento.

## Partidos
Las coaliciones que se registraron para participar en las elecciones parlamentarias de 2023 podrían cambiar su composición o nombre antes del 25 de febrero de 2023, mientras que hasta el 28 de febrero, las listas de candidatos podrían registrarse en la Comisión Electoral.
| N.º | Partido / Coalición | Partido / Coalición                                   | Partido / Coalición                                   | Partido / Coalición                                   | Ideología                                        | Líder                     | Elecciones de 2022   | Elecciones de 2022 |
| N.º | Partido / Coalición | Partido / Coalición                                   | Partido / Coalición                                   | Partido / Coalición                                   | Ideología                                        | Líder                     | Votos (%)            | Escaños            |
| --- | ------------------- | ----------------------------------------------------- | ----------------------------------------------------- | ----------------------------------------------------- | ------------------------------------------------ | ------------------------- | -------------------- | ------------------ |
| 1   |                     | BSP para Bulgaria                                     |                                                       | Partido Socialista Búlgaro                            | Socialdemocracia Conservadurismo social          | Korneliya Ninova          | 8.98                 | 25/240             |
| 1   |                     | BSP para Bulgaria                                     | Club Político Eco-Voz                                 | Política verde Ecologismo                             | Emil Georgiev                                    |                           | 8.98                 | 25/240             |
| 1   |                     | BSP para Bulgaria                                     | Club Político Trakiya                                 | Nacionalismo Búlgaro Intereses búlgaros tracios       | Stefan Nachev                                    |                           | 8.98                 | 25/240             |
| 2   |                     | GERB—SDS                                              |                                                       | Ciudadanos por el Desarrollo Europeo de Bulgaria      | Conservadurismo Populismo                        | Boyko Borisov             | 24.48                | 67/240             |
| 2   |                     | GERB—SDS                                              | Unión de Fuerzas Democráticas                         | Nacional Conservadurismo Democracia cristiana         | Rumen Hristov                                    |                           | 24.48                | 67/240             |
| 3   |                     | Renacimiento                                          | Renacimiento                                          | Renacimiento                                          | Ultranacionalismo Populismo de derecha           | Kostadin Kostadinov       | 9.83                 | 27/240             |
| 4   |                     | Existe Tal Pueblo                                     | Existe Tal Pueblo                                     | Existe Tal Pueblo                                     | Populismo Conservadurismo social                 | Slavi Trifonov            | 3.71                 | 0/240              |
| 5   |                     | Partido Popular 'La Verdad y Solo la Verdad'          | Partido Popular 'La Verdad y Solo la Verdad'          | Partido Popular 'La Verdad y Solo la Verdad'          | Antivacunas Ultranacionalismo                    | Ventsislav Angelov        | 0.10                 | 0/240              |
| 6   |                     | Bulgaria Neutral                                      |                                                       | Rusófilos para el Renacimiento de la Patria           | Rusofilia Nacional Conservadurismo               | Nikolay Malinov           | 0.25                 | 0/240              |
| 6   |                     | Bulgaria Neutral                                      | Unión Nacional Ataque                                 | Ultranacionalismo Populismo de derecha                | Volen Siderov                                    | 0.29                      | 0/240                |                    |
| 6   |                     | Bulgaria Neutral                                      | Partido Comunista Búlgaro                             | Comunismo Nacionalismo de izquierda                   | Zonka Spasova                                    | DNP                       | DNP                  |                    |
| 6   |                     | Bulgaria Neutral                                      | Partido de los Comunistas Búlgaros                    | Comunismo Marxismo-Leninismo                          | Liderazgo colectivo                              | DNP                       | DNP                  |                    |
| 7   |                     | Unificación Nacional Búlgara                          | Unificación Nacional Búlgara                          | Unificación Nacional Búlgara                          | Nacionalismo Búlgaro Nacional Conservadurismo    | Georgi Georgiev-Goti      | 0.06                 | 0/240              |
| 8   |                     | Juntos (Bulgaria)                                     |                                                       | Partido de los Verdes                                 | Política verde Anticapitalismo                   | Vladimir Nikolov          | (Ascenso Búlgaro)    | (Ascenso Búlgaro)  |
| 8   |                     | Juntos (Bulgaria)                                     | Partido Socialdemócrata                               | Socialdemocracia Europeísmo                           | Todor Barbolov                                   | DNP                       | DNP                  |                    |
| 8   |                     | Juntos (Bulgaria)                                     | Una Bulgaria Justa – Patriotas Unidos                 |                                                       | Iva Miteva Dimitar Iliev                         | New                       | New                  |                    |
| 8   |                     | Juntos (Bulgaria)                                     | Movimiento de Candidatos No Partidistas               | Democracia directa                                    | Mincho Hristov                                   | 0.40                      | 0/240                |                    |
| 9   |                     | Unión Nacional Búlgara - Nueva Democracia             | Unión Nacional Búlgara - Nueva Democracia             | Unión Nacional Búlgara - Nueva Democracia             | Ultranacionalismo Antiinmigración                | Boyan Rasate              | 0.07                 | 0/240              |
| 10  |                     | Movimiento Nacional para la Estabilidad y el Progreso | Movimiento Nacional para la Estabilidad y el Progreso | Movimiento Nacional para la Estabilidad y el Progreso | Populismo Liberalismo conservador                | Stanimir Ilchev           | DNP                  | DNP                |
| 11  |                     | Unión Conservadora de la Derecha                      | Unión Conservadora de la Derecha                      | Unión Conservadora de la Derecha                      | Nacional Conservadurismo Populismo de derecha    | Petar Moskov              | 0.19                 | 0/240              |
| 12  |                     | PP–DB                                                 |                                                       | Continuamos el Cambio                                 | Liberalismo Anticorrupción                       | Kiril Petkov Asen Vasilev | 19.52                | 53/240             |
| 12  |                     | PP–DB                                                 | Clase Media Europea                                   | Liberalismo económico Regionalismo de Burgas          | Konstantin Bachiiski                             |                           | 19.52                | 53/240             |
| 12  |                     | PP–DB                                                 | Volt Bulgaria                                         | Federalismo Europeo Europeísmo                        | Nastimir Ananiev                                 |                           | 19.52                | 53/240             |
| 12  |                     | PP–DB                                                 | Demócratas por una Bulgaria Fuerte                    | Conservadurismo Anticomunismo                         | Atanas Atanasov                                  | 7.19 (DB)                 | 20/240               |                    |
| 12  |                     | PP–DB                                                 | ¡Sí, Bulgaria!                                        | Liberalismo Anticorrupción                            | Hristo Ivanov                                    | 7.19 (DB)                 | 20/240               |                    |
| 12  |                     | PP–DB                                                 | Movimiento Verde                                      | Política verde Liberalismo verde                      | Vladislav Panev Dobromira Kostova                | 7.19 (DB)                 | 20/240               |                    |
| 13  |                     | Movimiento por los Derechos y Libertades              | Movimiento por los Derechos y Libertades              | Movimiento por los Derechos y Libertades              | Intereses de la minoría Turca Liberalismo        | Mustafa Karadayi          | 13.29                | 36/240             |
| 14  |                     | La Izquierda!                                         |                                                       | Levántate.BG                                          | Socioliberalismo Socialdemocracia                | Maya Manolova             | 0.97                 | 0/240              |
| 14  |                     | La Izquierda!                                         | Alternativa para el Renacimiento Búlgaro              | Socialdemocracia Conservadurismo social               | Rumen Petkov                                     | (Ascenso Búlgaro)         | (Ascenso Búlgaro)    |                    |
| 14  |                     | La Izquierda!                                         | Facción ex-BSP                                        | Socialdemocracia                                      | Valeri Zhablyanov                                | (BSPzB)                   | (BSPzB)              |                    |
| 14  |                     | La Izquierda!                                         | Movimiento 21                                         | Socialdemocracia                                      | Tatyana Doncheva                                 | DNP                       | DNP                  |                    |
| 14  |                     | La Izquierda!                                         | Sindicato Agrario 'Aleksandar Stamboliyski'           | Agrarismo                                             | Spas Panchev                                     | DNP                       | DNP                  |                    |
| 14  |                     | La Izquierda!                                         | Línea Progresiva Búlgara                              | Socialismo democrático                                | Krasimir Yankov                                  | DNP                       | DNP                  |                    |
| 14  |                     | La Izquierda!                                         | Estado Normal                                         | Progresismo                                           | Georgi Kadiev                                    | DNP                       | DNP                  |                    |
| 15  |                     | Ascenso Búlgaro                                       | Ascenso Búlgaro                                       | Ascenso Búlgaro                                       | Nacional Conservadurismo Soberanismo             | Stefan Yanev              | 4.62                 | 12/240             |
| 16  |                     | Moralidad, Iniciativa y Patriotismo                   | Moralidad, Iniciativa y Patriotismo                   | Moralidad, Iniciativa y Patriotismo                   | Conservadurismo social                           | Simeon Slavchev           | 0.17                 | 0/240              |
| 17  |                     | Socialdemocracia Búlgara - EuroIzquierda              | Socialdemocracia Búlgara - EuroIzquierda              | Socialdemocracia Búlgara - EuroIzquierda              | Socialdemocracia Europeísmo                      | Aleksandar Tomov          | 0.21                 | 0/240              |
| 18  |                     | Unión Búlgara para la Democracia Directa              | Unión Búlgara para la Democracia Directa              | Unión Búlgara para la Democracia Directa              | Democracia directa                               | Georgi Nedelchev          | 0.23                 | 0/240              |
| 19  |                     | La Voz de la Gente                                    | La Voz de la Gente                                    | La Voz de la Gente                                    | Populismo Euroescepticismo                       | Svetoslav Vitkov          | 0.24                 | 0/240              |
| 20  |                     | Partido Socialista 'Modo Búlgaro'                     | Partido Socialista 'Modo Búlgaro'                     | Partido Socialista 'Modo Búlgaro'                     | Nacionalismo de izquierda Euroescepticismo       | Angel Dimov               | DNP                  | DNP                |
| 21  |                     | Fuera de la UE y la OTAN                              |                                                       | Bulgaria del Trabajo y la Razón                       | Sentimiento antioccidental Euroescepticismo duro | Georgi Manolov            | 0.10                 | 0/240              |
| 21  |                     | Fuera de la UE y la OTAN                              | Competencia, Responsabilidad y Verdad                 |                                                       | Svetozar Saev                                    | (Una Bulgaria Justa)      | (Una Bulgaria Justa) |                    |
| 21  |                     | Fuera de la UE y la OTAN                              | Nación                                                | Ultranacionalismo Euroescepticismo duro               | Kiril Gumnerov                                   | Nuevo                     | Nuevo                |                    |

## Campaña

### Lemas de campaña
La siguiente lista presenta los lemas de campaña oficiales de algunos de los principales partidos que disputan las elecciones parlamentarias de Bulgaria:
| Partido / Alianza | Partido / Alianza | Slogan en búlgaro                     | Traducción al español                | Ref.   |
| ----------------- | ----------------- | ------------------------------------- | ------------------------------------ | ------ |
|                   | GERB–SDS          | „За стабилна България отново“         | 'Por una Bulgaria estable de nuevo'  | [ 40 ] |
|                   | PP–DB             | „Има как и има кой“                   | 'Hay un camino y hay una opción'     | [ 41 ] |
|                   | DPS               | „Разум, отговорност, диалог“          | 'Razón, Responsabilidad, Diálogo'    | [ 42 ] |
|                   | Renacimiento      | „Избери свобода“                      | 'Elige la libertad'                  | [ 43 ] |
|                   | BSPzB             | „Благоденствие, солидарност, прогрес“ | 'Prosperidad, Solidaridad, Progreso' | [ 44 ] |
|                   | BV                | „С разум за България”                 | 'Con motivo de Bulgaria'             | [ 45 ] |
|                   | ITN               | „Държавата - Това сте вие“            | 'Tú eres el estado'                  | [ 46 ] |

### Facultades constitucionales del presidente
Algunos partidos políticos en Bulgaria han acusado al presidente Radev de entrometerse en los asuntos políticos, así como en la política interna de su partido, lo que viola los deberes constitucionales. Específicamente, el BSP ha acusado sistemáticamente al presidente Radev y al gabinete interino de presunta intromisión en los asuntos internos del partido. BSP envió una queja oficial a la OSCE y PACE alegando una intromisión ilegal por parte del gobierno interino y el presidente en su política interna, así como en la campaña electoral después de una entrevista del ministro de Justicia Krum Zarkov criticando el liderazgo del partido. La coalición PP-DB también acusó al presidente de entrometerse después de que Radev los llamara 'partidos de la guerra' refiriéndose a su apoyo al envío de armas a Ucrania.
ITN, por el contrario, cree que el presidente debería tener más poderes en comparación con los roles actuales descritos en la constitución, incluso abogando por una transición a una república presidencial con ITN pidiendo que se celebre un referéndum sobre la decisión.

### Anuncio de sancionesMagnitsky
El 10 de febrero de 2023, Estados Unidos anunció un nuevo grupo de sanciones basadas en la Ley Magnitsky. Las sanciones se dirigieron al exministro de finanzas del segundo y tercer gobierno de Borisov, Vladislav Goranov, al exministro de energía del gobierno de Stanishev, Rumen Ovcharov, al líder de Rusófilos por el Renacimiento de la Patria, Nikolay Malinov, así como a dos exjefes del Central nuclear de Kozloduy. El grupo fue acusado de corrupción, mala gestión financiera y aumento de la influencia rusa.
El anuncio fue un recordatorio sobre el problema de la corrupción endémica dentro de la clase política de Bulgaria, así como sus estrechos vínculos con Rusia. El anuncio provocó una serie de reacciones diferentes de los partidos políticos y los políticos de Bulgaria. El ministro interino del Interior, Ivan Demerdzhiev, caracterizó las sanciones como una 'bofetada' al sistema judicial búlgaro, demostrando que es incapaz de erradicar la corrupción, mientras que el vice primer ministro interino para los recursos de la Unión Europea, Atanas Pekanov, y el ministro interino de Justicia, Krum Zarkov, lo describió como una señal de EE. UU. de que el progreso no era lo suficientemente rápido en el tema de la reforma judicial. Los miembros de la coalición PP-DB se hicieron eco de un mensaje similar, con el miembro del parlamento de DB, Atanas Slavov, diciendo que el nuevo paquete de sanciones mostraba las fallas del actual fiscal general, Ivan Geshev, y que existía un vínculo entre GERB, DPS y BSP por la vinculación anterior o actual de las figuras sancionadas con dichas partes.
Una reacción más mixta provino del GERB y el BSP. Borisov insistió en que el partido se había distanciado de Goranov y afirmó que tenía información de que Estados Unidos estaba trabajando en sanciones contra los colíderes del PP, Petkov y Vasilev, por mala gestión financiera durante su mandato. Otras figuras del GERB, como el parlamentario del GERB Toma Bikov, insisten en que se deben proporcionar pruebas antes de que se pueda emitir un juicio. El BSP, del que Rumen Ovcharov sigue siendo miembro, dio voz a Rumen Ovcharov en el Congreso reciente, en el que insistió en que era inocente y que las sanciones estaban destinadas a empeorar las relaciones ruso-búlgaras. El líder de Ascenso Búlgaro, Stefan Yanev, indicó que no creía que las nuevas sanciones tuvieran un impacto en las próximas elecciones, calificándolas de otro 'escándalo' que socavaba la confianza entre los partidos políticos, sin embargo, respaldó la idea de una reforma judicial 'profunda' siempre y cuando mantuviera el poder judicial 'independiente'.

### Acusaciones de compra de votos
El ministro del Interior en el Gobierno interino, Ivan Demerdzhiev, anunció el 17 de febrero que espera un aumento de los intentos de compra de votos durante esta campaña electoral, con una reunión de Directores de Oblast del Ministerio del Interior dedicada a este tema.

## Encuestas

Línea de tendencia de regresión local de los resultados de las encuestas desde el 2 de octubre de 2022 hasta el día de hoy.

| Encuestadora          | Fecha                 | Muestra               | GERB/SDS                                    | PP                                          | DB                                          | DPS                                         | VAZ                                         | BSP                                         | BV                                          | VMRO                                        | ITN                                         | Levitsata!                                  | NDSV                                        | Otros                                       | NS/NR                                       | Ventaja                                     |     |     |   |     |     |     |
| --------------------- | --------------------- | --------------------- | ------------------------------------------- | ------------------------------------------- | ------------------------------------------- | ------------------------------------------- | ------------------------------------------- | ------------------------------------------- | ------------------------------------------- | ------------------------------------------- | ------------------------------------------- | ------------------------------------------- | ------------------------------------------- | ------------------------------------------- | ------------------------------------------- | ------------------------------------------- | --- | --- | - | --- | --- | --- |
| Encuestadora          | Fecha                 | Muestra               | Alpha Research                              | 25–29 Mar 2023                              | 1,013                                       | 25.9                                        | 25.4                                        | 25.4                                        | 13.8                                        | 13.6                                        | 8.2                                         | 3.9                                         | –                                           | Otros                                       | NS/NR                                       | Ventaja                                     | 2.3 | 3.1 | – | 3.8 | 3.7 | 0.5 |
| Market Links          | 21–27 Mar 2023        | 1,014                 | 25.8                                        | 27.5                                        | 27.5                                        | 15.8                                        | 13.2                                        | 8.5                                         | 2.4                                         | –                                           | 2.7                                         | 3.7                                         | –                                           | 0.4                                         | –                                           | 1.7                                         |     |     |   |     |     |     |
| Gallup                | 18–26 Mar 2023        | 1,004                 | 26.5                                        | 26.9                                        | 26.9                                        | 13.3                                        | 13.0                                        | 7.2                                         | 3.5                                         | –                                           | 3.0                                         | 3.3                                         | –                                           | 3.3                                         | 4.1                                         | 0.4                                         |     |     |   |     |     |     |
| Sova Harris           | 18–24 Mar 2023        | 1,000                 | 25.9                                        | 24.6                                        | 24.6                                        | 12.8                                        | 12.6                                        | 7.8                                         | 3.9                                         | –                                           | 2.9                                         | 4.1                                         | –                                           | 5.4                                         | –                                           | 1.3                                         |     |     |   |     |     |     |
| Mediana               | 17–22 Mar 2023        | 978                   | 24.7                                        | 23.1                                        | 23.1                                        | 13.2                                        | 14.5                                        | 8.6                                         | 4.5                                         | –                                           | 3.4                                         | 4.3                                         | –                                           | 3.8                                         | –                                           | 1.6                                         |     |     |   |     |     |     |
| CAM                   | 16–19 Mar 2023        | 1,021                 | 24.7                                        | 25.7                                        | 25.7                                        | 13.8                                        | 12.5                                        | 8.1                                         | 2.8                                         | –                                           | 2.9                                         | 4.0                                         | 1.2                                         | 4.3                                         | 3.2                                         | 1.0                                         |     |     |   |     |     |     |
| Nasoca                | 7–14 Mar 2023         | 1,200                 | 24.8                                        | 24.1                                        | 24.1                                        | 13.2                                        | 12.2                                        | 6.2                                         | 4.3                                         | –                                           | 3.0                                         | 3.1                                         | –                                           | 4.4                                         | 4.7                                         | 0.7                                         |     |     |   |     |     |     |
| Trend                 | 6–12 Mar 2023         | 1,003                 | 25.6                                        | 26.5                                        | 26.5                                        | 13.6                                        | 12.9                                        | 7.6                                         | 3.6                                         | –                                           | 3.1                                         | 3.5                                         | –                                           | 3.6                                         | 5.1                                         | 0.9                                         |     |     |   |     |     |     |
| Gallup                | 24 Feb–3 Mar 2023     | 1,008                 | 26.6                                        | 27.2                                        | 27.2                                        | 13.4                                        | 12.3                                        | 7.3                                         | 3.7                                         | –                                           | 3.4                                         | 3.2                                         | –                                           | 2.9                                         | –                                           | 0.6                                         |     |     |   |     |     |     |
| Alpha Research        | 21–27 Feb 2023        | 1,007                 | 25.2                                        | 26.4                                        | 26.4                                        | 13.2                                        | 11.3                                        | 7.4                                         | 3.8                                         | –                                           | 3.2                                         | 3.6                                         | 1.4                                         | 4.5                                         | –                                           | 1.2                                         |     |     |   |     |     |     |
| Sova Harris           | 20–27 Feb 2023        | 1,000                 | 27.4                                        | 25.7                                        | 25.7                                        | 11.7                                        | 10.6                                        | 9.7                                         | 3.7                                         | –                                           | 3.1                                         | 3.9                                         | 0.9                                         | 2.0                                         | –                                           | 1.7                                         |     |     |   |     |     |     |
| Market Links          | 18–27 Feb 2023        | 1,080                 | 20.4                                        | 20.9                                        | 20.9                                        | 13.3                                        | 11.8                                        | 6.6                                         | 2.4                                         | –                                           | 1.7                                         | 2.3                                         | –                                           | 20.6                                        | 20.6                                        | 0.5                                         |     |     |   |     |     |     |
| Mediana               | 19–24 Feb 2023        | 973                   | 24.6                                        | 22.7                                        | 22.7                                        | 11.3                                        | 12.5                                        | 8.9                                         | 4.5                                         | –                                           | 3.1                                         | 3.5                                         | –                                           | 2.8                                         | 6.1                                         | 1.9                                         |     |     |   |     |     |     |
| Gallup                | 2–12 Feb 2023         | 808                   | 26.1                                        | 27.1                                        | 27.1                                        | 13.4                                        | 12.3                                        | 8.6                                         | 4.2                                         | 4.2                                         | 3.9                                         | –                                           | –                                           | 4.4                                         | –                                           | 1.0                                         |     |     |   |     |     |     |
| Trend                 | 4–11 Feb 2023         | 1,003                 | 25.6                                        | 24.8                                        | 24.8                                        | 12.8                                        | 11.9                                        | 8.9                                         | 4.0                                         | –                                           | 3.3                                         | –                                           | –                                           | 3.9                                         | 4.8                                         | 0.8                                         |     |     |   |     |     |     |
| 10 de febrero de 2023 | 10 de febrero de 2023 | 10 de febrero de 2023 | PP y DB anuncian que se presentaran juntos. | PP y DB anuncian que se presentaran juntos. | PP y DB anuncian que se presentaran juntos. | PP y DB anuncian que se presentaran juntos. | PP y DB anuncian que se presentaran juntos. | PP y DB anuncian que se presentaran juntos. | PP y DB anuncian que se presentaran juntos. | PP y DB anuncian que se presentaran juntos. | PP y DB anuncian que se presentaran juntos. | PP y DB anuncian que se presentaran juntos. | PP y DB anuncian que se presentaran juntos. | PP y DB anuncian que se presentaran juntos. | PP y DB anuncian que se presentaran juntos. | PP y DB anuncian que se presentaran juntos. |     |     |   |     |     |     |
| Exacta                | 30 Ene–4 Feb 2023     | 1,050                 | 26.6                                        | 16.4                                        | 7.3                                         | 12.8                                        | 10.0                                        | 12.2                                        | 4.2                                         | 1.1                                         | 3.2                                         | –                                           | 1.1                                         | 2.3                                         | 3.0                                         | 10.2                                        |     |     |   |     |     |     |
| Market Links          | 10–20 Dic 2022        | 1,022                 | 22.6                                        | 16.2                                        | 8.3                                         | 12.2                                        | 10.0                                        | 9.6                                         | 2.6                                         | –                                           | 2.2                                         | –                                           | –                                           | 16.3                                        | 16.3                                        | 6.4                                         |     |     |   |     |     |     |
| Alpha Research        | 1–13 Dic 2022         | 1,023                 | 27.6                                        | 20.9                                        | 7.7                                         | 12.3                                        | 11.8                                        | 10.0                                        | 5.1                                         | –                                           | –                                           | –                                           | –                                           | 4.7                                         | –                                           | 5.7                                         |     |     |   |     |     |     |
| Exacta                | 5–12 Dic 2022         | 1,050                 | 25.2                                        | 19.0                                        | 7.4                                         | 11.5                                        | 8.9                                         | 10.2                                        | 5.2                                         | –                                           | 2.7                                         | –                                           | –                                           | 4.5                                         | 5.4                                         | 6.2                                         |     |     |   |     |     |     |
| Trend                 | 1–8 Dic 2022          | 1,005                 | 25.8                                        | 19.2                                        | 7.3                                         | 11.6                                        | 11.3                                        | 9.0                                         | 4.0                                         | –                                           | 3.1                                         | –                                           | –                                           | 3.3                                         | 5.4                                         | 6.6                                         |     |     |   |     |     |     |
| Gallup                | 29 Oct–6 Nov 2022     | 809                   | 25.5                                        | 20.8                                        | 8.0                                         | 13.1                                        | 10.5                                        | 9.4                                         | 4.5                                         | 0.9                                         | 3.1                                         | 1.3                                         | –                                           | 2.9                                         | –                                           | 4.7                                         |     |     |   |     |     |     |
| Elecciones de 2022    | 2 de octubre de 2022  | –                     | 24.48                                       | 19.52                                       | 7.19                                        | 13.29                                       | 9.83                                        | 8.98                                        | 4.47                                        | 0.78                                        | 3.71                                        | 0.97                                        | –                                           | 5.40                                        | 3.38                                        | 4.96                                        |     |     |   |     |     |     |

## Resultados
|  | 25.39 % |

|  | 23.54 % |

|  | 13.58 % |

|  | 13.18 % |

|  | 8.56 % |

|  | 3.94 % |

|  | 2.93 % |

|  | 2.14 % |

|  | 0.40 % |

|  | 0.33 % |

|  | 0.29 % |

|  | 0.29 % |

|  | 0.26 % |

|  | 0.25 % |

|  | 0.21 % |

|  | 0.15 % |

|  | 0.10 % |

|  | 0.10 % |

|  | 0.09 % |

|  | 0.07 % |

|  | 0.03 % |

|  | 0.04 % |

|  | 98.46 % |

|  | 1.54 % |

|  | 100.00 % |

|  | 40.63 % |

## Repercusiones

### Formación de gobierno
Según la Constitución, el presidente, Rumen Radev, debe entregar un mandato para la formación de gobierno al partido más grande, GERB. Si no proponen un gobierno dentro de siete días, o si ese gobierno es rechazado por el Parlamento, el presidente Radev entregará el segundo mandato al segundo partido más grande, PP-DB. Si el segundo mandato tampoco produce un gobierno, el presidente otorgará un tercer mandato a un partido de su elección. Si el Parlamento no aprueba ningún gobierno después de que se hayan devuelto los tres mandatos, se programarán nuevas elecciones.
Andrius Tursa, consultor de riesgo político de Teneo, comentó que 'un gabinete tecnocrático temporal u otra [sexta] votación siguen siendo los resultados más probables de las elecciones', ya que el margen de la victoria del GERB es demasiado estrecho para que gobiernen, pero lo suficientemente grande como para que ninguna coalición para superarlos, preservando efectivamente el estancamiento político que lleva muchos años en el país. Este gabinete tecnocrático temporal y no partidista propuesto podría ser apoyado tanto por el GERB-SDS como por el PP-DB para abordar la creciente inflación y el costo de vida en el país y aprobar un presupuesto para el año. Un exdiputado del PP informó haber obtenido información no oficial de un ministro de gobierno de que GERB estaba en negociaciones con partes de PP-DB (partidos en DB en particular), aunque no especificó si se refería a DaB! o OSD. Más tarde, ese mismo día, Kiril Petkov y Asen Vasilev anunciaron que su partido no apoyaría un gobierno propuesto por el GERB. Al día siguiente, BNT informó que DSB también había descartado apoyar a cualquier gobierno propuesto por GERB. Dos días después, los cuatro colíderes del PP-DB anunciaron en una conferencia de prensa que ninguno de los partidos de la coalición apoyaría un gobierno propuesto por el GERB, o uno que incluyera al GERB.
Otra posibilidad es que GERB y DPS trabajen con BSP, algo que Borisov no ha descartado. Esto ha sido referido, especialmente por los partidarios de PP-DB, como la 'coalición Magnitsky', luego de las sanciones de Magnitsky que incriminaron a los parlamentarios de los tres partidos. Ninova dijo que el BSP está abierto a la discusión con todos, pero consultaría con los miembros del partido antes de tomar una decisión sobre si apoyarían o no a un gobierno potencial.
Después de un punto muerto de tres días, la Asamblea Nacional votó a Rosen Zhelyazkov de GERB como su presidente el 19 de abril, lo que permitió que comenzaran oficialmente las conversaciones para la formación de gobierno. Zhelyazkov y el GERB tendrán hasta el 3 de mayo para formar gobierno, antes de que el mandato del poder se transfiera al PP-DB.
El 31 de mayo, el GERB y el PP–DB anunciaron que reabrieron las conversaciones sobre la formación de un gobierno, con reuniones entre líderes clave del PP–DB y del GERB.
El 2 de junio, Nikolay Denkov (candidato a primer ministro del PP-DB) confirmó que se había llegado a un acuerdo sobre la composición del gabinete, con algunos cambios para "eliminar figuras políticas incendiarias y darle al gobierno una mirada más experta". También confirmó que la nueva composición fue aprobada por todos los miembros constituyentes del PP-DB. Ese día también se realizó una reunión con el Movimiento por los Derechos y Libertades (DPS), donde se discutieron cambios a la Constitución. Después de esta reunión, el DPS confirmó que no "obstaculizaría" la formación del gobierno Denkov-Gabriel y que apoyaría las conversaciones continuas sobre la realización de cambios en la constitución.
El gobierno de Denkov fue aprobado por el Parlamento el 6 de junio.

### Acusaciones de irregularidades en el conteo
Según la Comisión Electoral Central, el 22% de los protocolos electorales se ingresaron incorrectamente, y algunos miembros del PP-DB han mostrado ejemplos de conteo incorrecto de votos.